# Pierre Gerckens
Pierre Gerckens (* 24. Juli 1938 in Eupen, Belgien) ist ein deutsch-belgischer Verleger und Medienmanager.

## Leben
Pierre Gerckens, Sohn aus einem Lehrerhaushalt, absolvierte nach seinem Abitur in Brüssel 1958 eine kaufmännische Lehre in Köln. Er studierte von 1962 bis 1966 Betriebswirtschaftslehre an der Universität zu Köln. 1967/1968 studierte er an der US-amerikanischen Princeton University und der Columbia University. 1969 wurde er in Köln mit einer Arbeit über die Europäische Wirtschaftsgemeinschaft bei Günter Schmölders zum Dr. rer. pol. promoviert.
1968 wurde er Abteilungsdirektor bei der Wirtschaftszeitung Handelsblatt in Düsseldorf. 1970 wurde er Geschäftsführer der Verlagsgruppe Handelsblatt. 1974 kaufte er zusammen mit Dieter von Holtzbrinck das Wirtschaftsmagazin Wirtschaftswoche. Von 1974 bis
1986 war er Vorsitzender der Geschäftsführung der Verlagsgruppe Handelsblatt. Gerckens war von 1987 bis 1989 Sanierer der zur Holtzbrinck-Gruppe gehörenden Regionalzeitung Südkurier in Konstanz und wurde 1986 Mitglied der Geschäftsführung der Stuttgarter Holding der Verlagsgruppe Georg von Holtzbrinck. Unter seiner Verantwortung stand die Eingliederung der Main-Post und des Tagesspiegels sowie der Kauf des Verlagshauses Macmillan Publishers. Von 1999 bis 2001 war er Aufsichtsratsvorsitzender der Verlagsgruppe Handelsblatt sowie Mitglied des Aufsichtsrates der Holtzbrinck-Gruppe.
2003 erwarb er den Berliner Tagesspiegel, was jedoch vom Bundeskartellamt untersagt wurde. Er war bis Ende 2013 zusammen mit Giovanni di Lorenzo und Hermann Rudolph Herausgeber des Tagesspiegels.
Er hat zahlreiche Ehrenämter inne, unter anderem war er Vizepräsident des Bundesverbandes Deutscher Zeitungsverleger (BDZV). Er ist Mitglied des nationalen Kuratorium von AIESEC.
Gerckens ist mit Thea Caroline Gerckens verheiratet; aus der Ehe geht ein Sohn hervor. Er ist seit 1962 Mitglied der katholischen Studentenverbindung A. V. Rheinstein Köln im CV. Zusammen mit seiner Frau gründete er die Gerckens-Stiftung.

## Schriften
- Europäische Wirtschaftsgemeinschaft ohne Grenzkontrollen, Verlagsgruppe Handelsblatt 1970
- Multimedia, Verlagsgruppe Handelsblatt 1995
- Von der Mark zum Euro, Verlagsgruppe Handelsblatt 1998, zusammen mit Hans Zinken